# یوزف یکم، امپراتور مقدس روم
یوزف یکم(به آلمانی: Joseph I)(زادهٔ ۲۶ ژوئیهٔ ۱۶۷۸- مرگ ۱۷ آوریل ۱۷۱۱) امپراتور مقدس روم، پادشاه مجارستان، بوهم و آلمان بود. او بزرگترین پسر لئوپولد یکم بود.
او در وین زاده‌شد. در ۱۶۸۷ پادشاه مجارستان شد و سه سال پس از آن پادشاهی آلمان هم از آن او شد. در ۱۷۰۲ و در جریان جنگ‌های جانشینی در اسپانیا در شهربندان لانداو این در فالتز همراهی داشت.
در ۱۷۰۵ میلادی یوزف به جانشینی پدر رسید. ارتش وی در فلاندرز ضربه‌های سختی به سپاه لوئی چهاردهم وارد آورد. مجارستان در تمام طول پادشاهی او دستخوش درگیری بود.
مرگ یوزف یکم در اثر بیماری آبله و در وین رخ‌داد.